# Caroline Flint
Pour les articles homonymes, voir Flint.
Caroline Louise Flint est une femme politique britannique née le 20 septembre 1961 à Twickenham.

## Biographie
Députée travailliste de 1997 à 2019, représentant la circonscription de  Don Valley. Elle occupe le poste de ministre de la Santé publique de 2005 à 2007, ministre des Emplois de 2007 à 2008, ministre du Logement et de la Planification en 2008, et enfin ministre de l'Europe de 2008 à 2009, lorsqu'elle démissionne en raison de son désaccord avec le style de leadership de Gordon Brown.
En 2010, elle est nommée au cabinet fantôme de Ed Miliband, d'abord comme secrétaire d'État des Communautés et du gouvernement local ; puis de 2011 à 2015, secrétaire d'État fictive de l'énergie et des changements climatiques.
En 2019, elle fait partie de la minorité travailliste clairement favorable au Brexit. Elle est battue aux élections générales de 2019.

## Source
- (en) Cet article est partiellement ou en totalité issu de l’article de Wikipédia en anglais intitulé « Caroline Flint » (voir la liste des auteurs).